# 防犯装備士
防犯装備士（ぼうはんそうびし）とは特定非営利活動法人日本防犯装備協会が、警棒・催涙スプレー・刺又（さすまた）・スタンガン等の防犯装備品に関する基礎的な知識および使用に関する技能をもっている者に発行する民間資格である。

また、「防犯装備士」は同協会常務理事の仁階堂拓哉が商標登録（日本国第4976967号）を受けている。

## 資格概要
従来の標準的な防犯スタイルとは異なり、防犯装備品（防犯グッズ）を使用することによる自己防衛を推奨している。

また、防犯装備士資格は資格認定試験を受験し、試験合格後に資格発行申請を行うことにより取得できる。

試験対策用の講習もあるが、資格認定試験の受験要件とは無関係である。

### 講習
- 講習のカリキュラム
  - 関係法規
  - 鍵や錠前に関する知識
  - 警戒棒に関する知識の習得
  - 催涙ガスに関する知識の習得
  - スタンガンに関する知識の習得
  - その他

## 防犯装備士教育指導員制度
防犯装備士資格を取得後に試験に合格すると防犯装備士教育指導員資格を取得できる。

防犯装備士教育指導員の資格取得後は自身にて防犯装備士資格試験対策講習会を開催できる。

## その他
- 名称の似ている防犯設備士ならびに防犯診断士は、別の組織の認定する全く違う資格である。